# Lehenbruch
Das Naturschutzgebiet Lehenbruch liegt in der verbandsfreien Gemeinde Böhl-Iggelheim im Rhein-Pfalz-Kreis in Rheinland-Pfalz.
Das Gebiet erstreckt sich südöstlich von Iggelheim und nordwestlich des Kernortes der Ortsgemeinde Hanhofen. Durch das Gebiet fließen der Bruchgraben und der Kandelgraben. Nordöstlich anschließend erstreckt sich das 34,5 ha große Naturschutzgebiet Böhler Bruch-Kandelwiese und westlich – auf dem Gebiet der kreisfreien Stadt Neustadt an der Weinstraße und des Landkreises Bad Dürkheim – das 199 ha große Naturschutzgebiet Lochbusch-Königswiesen. Westlich des Gebietes verläuft die Landesstraße L 529, nordöstlich die L 528 und südlich die B 39.

## Bedeutung
Das rund 56 ha große Gebiet wurde im Jahr 1988 unter der Kennung 7338-100 unter Naturschutz gestellt. Es umfasst wechselfeuchte Mähwiesen, naturnahen Eichen-Hainbuchen-Waldmantel und seltene Tier- und Pflanzenarten. Schutzzweck ist die Erhaltung und Förderung dieses Gebietes.